# توماس پینا
توماس پینا (انگلیسی: Tomás Pina؛ زادهٔ ۱۴ اکتبر ۱۹۸۷) بازیکن فوتبال اهل اسپانیا است.
از باشگاه‌هایی که در آن بازی کرده‌است می‌توان به باشگاه ورزشی رئال مایورکا، باشگاه فوتبال ویارئال، و باشگاه فوتبال دپورتیوو آلاوس اشاره کرد.